# Zbigniew Podlipni
Zbigniew Podlipni (ur. 6 stycznia 1973 w Nowym Targu) – polski hokeista, trener. 
Jego bracia Piotr i Tomasz byli także hokeistami. Syn Rafał także uprawia hokej na lodzie.

## Kariera
- Podhale Nowy Targ (1994–2000)
- GKS Katowice (2000–2003)
- Podhale Nowy Targ (2003–2006)
- Cracovia (2006–2007)
- Podhale Nowy Targ (2007–2008)
- Zagłębie Sosnowiec (2008–2010)

Zakończył karierę w 2010.
W 2011 podjął pracę na stanowisku trenera sekcji kobiecej MMKS Podhale Nowy Targ.

## Kariera reprezentacyjna
W reprezentacji Polski rozegrał 65 meczów strzelając 13 bramek.

## Sukcesy
- Mistrzostwo Polski (5 razy): 1993, 1994, 1995, 1996, 1997 z Podhalem
- Mistrzostwo Interligi: 2004 z Podhalem
- Puchar Polski (2 razy): 2004 i 2005 z Podhalem